# أوستين هووبر
أوستين هووبر (بالإنجليزية: Austin Hooper)‏ هو لاعب كرة قدم أمريكية أمريكي، ولد في 4 نوفمبر 1994 في سان رامون في الولايات المتحدة.

## وصلات خارجية
- أوستين هووبر على موقع مرجع كرة القدم المحترفة.كوم (الإنجليزية)